# Callimetopus pantherinus
Callimetopus pantherinus là một loài bọ cánh cứng trong họ Cerambycidae.